# Lilian Maul-Balensiefen
Lilian Maul-Balensiefen (geboren als Lilian Balensiefen) ist eine deutsche Klassische Archäologin.
Lilian Maul-Balensiefen studierte von 1977 bis 1979 Klassische Archäologie, Gräzistik und Latinistik an der Universität Tübingen, anschließend von 1979 bis 1980 an der Hebrew University in Jerusalem, 1980 bis 1984 erneut in Tübingen, 1984/85 an der University of Virginia in Charlottesville und 1985 bis 1987 erneut an der Universität Tübingen. 1980 und 1981 nahm sie in den Sommern in Dor in Israel an Ausgrabungen teil. 1983 bestand sie das erste Staatsexamen für das Lehramt an Gymnasien, 1987 wurde sie am Fachbereich Altertums- und Kulturwissenschaften der Universität Tübingen mit einer Arbeit zum Thema Die Bedeutung des Spiegelbildes als ikonographisches Motiv in der antiken Kunst bei Ulrich Hausmann promoviert. Es folgte für zwei Monate eine vertretungsweise Tätigkeit als Gymnasiallehrerin am Uhland-Gymnasium Tübingen. Anschließend war Balensiefen bis September 1990 Wissenschaftliche Hilfskraft an der Abteilung Rom des Deutschen Archäologischen Instituts, in den letzten eineinhalb Jahren bearbeitete sie die Microfiche-Edition der Fotothek. Im Oktober 1990 wurde sie Wissenschaftliche Mitarbeiterin am Seminar für Klassische Archäologie der Freien Universität Berlin (FU), was sie bis 1995 blieb. 1998 habilitierte sie sich an der FU Berlin mit der Arbeit Das Palatium des Augustus und der augusteische Geschichtsmythos. Zudem erhielt sie die Venia Legendi für das Fach an der Universität. 1999/2000 vertrat sie einen Lehrstuhl an der Universität München. Bis 2008 folgten Lehrtätigkeiten an der FU Berlin, der TU Cottbus und der Universität Heidelberg. 2008 erfolgte die Umhabilitation nach Heidelberg, wo sie seitdem lehrt. Seit Mai 2010 ist Maul-Balensiefen Wissenschaftliche Mitarbeiterin an der Forschungsstelle Edition literarischer Keilschrifttexte aus Assur der Heidelberger Akademie der Wissenschaften, seit 2011 an der Forschungsstelle Winckelmann-Ausgabe der Akademie der Wissenschaften und der Literatur in Mainz. 2012 wurde sie zur Außerplanmäßigen Professorin in Heidelberg ernannt.

## Schriften
- Die Bedeutung des Spiegelbildes als ikonographisches Motiv in der antiken Kunst. (= Tübinger Studien zur Archäologie und Kunstgeschichte, Band 10), Wasmuth, Tübingen 1990, ISBN 3-8030-1909-5. (Dissertation)
- Bearbeitung: Index der antiken Kunst und Architektur. Begleitband, Register und Kommentar. Saur, München-New York-London-Paris 1991, ISBN 3-598-32083-3.
- Bearbeitung: Geschichte der Kunst des Alterthums. Statuenbeschreibungen, Materialien, Rezensionen. 5. Statuenbeschreibungen, Materialien zur „Geschichte der Kunst des Alterthums“. Rezensionen. (= Johann Joachim Winckelmann: Schriften und Nachlaß, Band 4), von Zabern, Mainz 2012, ISBN 978-3-8053-4569-9.
- Beiträge lieferte sie zudem unter anderem zu Der Neue Overbeck und In den Gärten der Aphrodite. Katalog zur Ausstellung in der Abgußsammlung Antiker Plastik der FU Berlin. Die Habilitationsschrift ist bislang ungedruckt.